# أطلس (قمر)
القمر أطلس (بالإنجليزية: Atlas)‏ (/[invalid input: 'icon']ˈætləs/ AT-ləs; (باليونانية: Άτλας)‏) هو أحد أقمار الكوكب زحل، وهو قمر صغير (قمير) يبلغ قطره نحو 31 كيلو مترا، ويبلغ معدل مسافته عن كوكبه الأم نحو 137. 700 كيلومتر. أطلس يعتبر قمر راعي (Shepherd Satellite) للحلقة A، والقمر الراعي هو القمر الذي يعيق توسع الحلقة الكوكبية من خلال قوته الجذبية. كما انه ثاني أقمار زحل التي عددها ثمانية عشر كوكب. اكتشف القمر مشروع فوياجير في أكتوبر 1980م.

## الخصائص المدارية
- Epoch December 31, 2003 (JD 2453005.5)
- متوسط نصف قطر المدار:	137,670 ± 10 km
- اختلاف المركز: 0.0012
- الدورة المدارية: 0.6016947883 d
- ميل: 0.003 ± 0.004°
- قمر: Saturn

## الخصائص الطبيعية
- الأبعاد:	46 × 38 × 19 km[1]
- متوسط نصف القطر:	15.3 ± 1.2 km [1]
- مساحة السطح:	~3,700 km²
- الحجم:	~15,000 km³
- الكتلة:	6.6 ± 0.6 ×1015 kg [1]
- متوسط الكثافة:	0.44 ± 0.11 g/cm³
- جاذبية السطح الاستوائية:	~0.00083 m/s2
- Escape velocity:	~0.0062 km/s
- Rotation period:	synchronous
- الميل المحوري: صفر zero
- Albedo:	0.4
- درجة الحرارة:	~81 K
- صفات النـَسب:	Atlantean